# Miguel Esteban
Miguel Esteban – gmina w Hiszpanii, w prowincji Toledo, w Kastylii-La Mancha, o powierzchni 93 km². W 2011 roku gmina liczyła 5417 mieszkańców.